# Holzstein

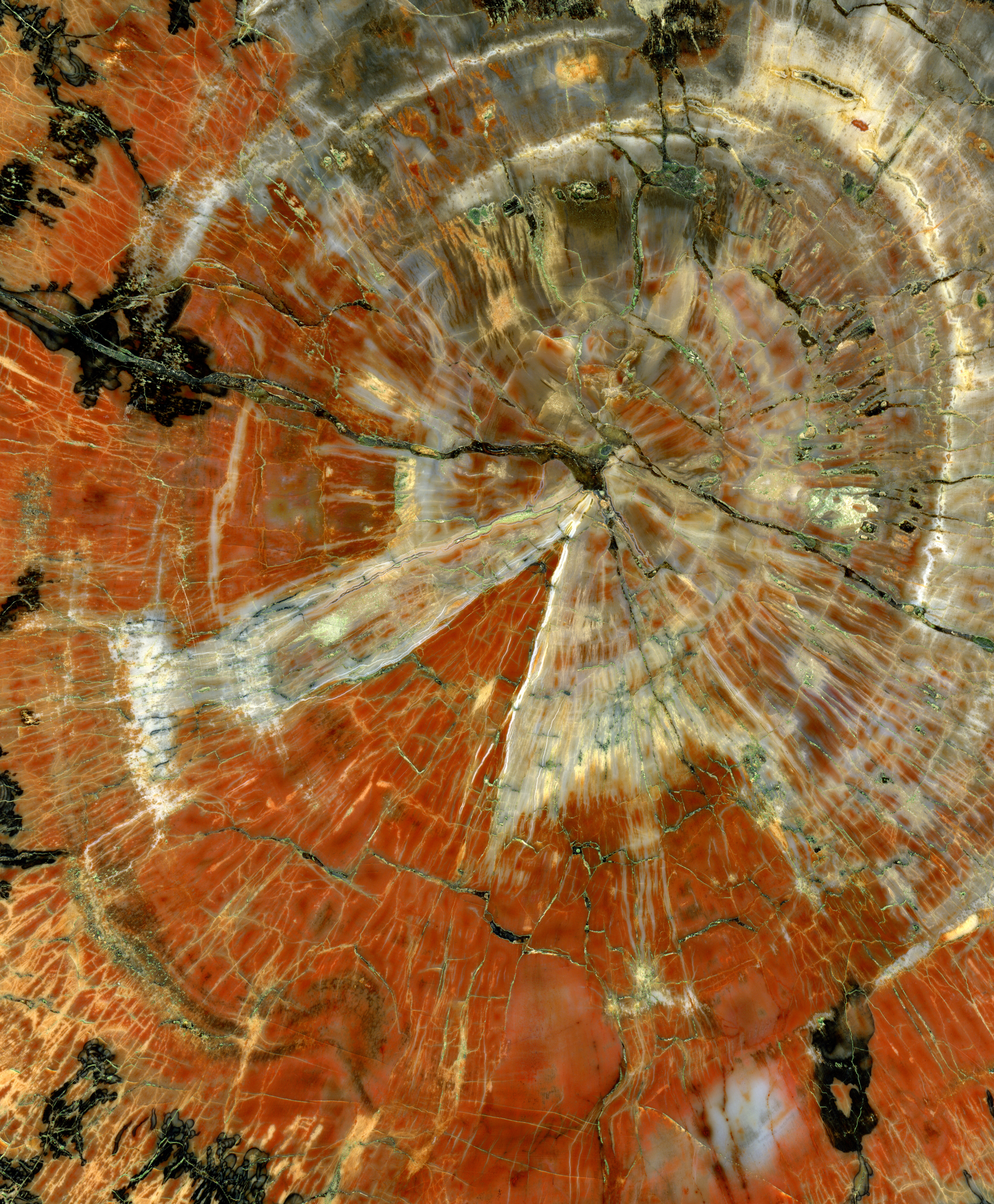
Mitte einer polierten Scheibe eines versteinerten Baumes aus Arizona

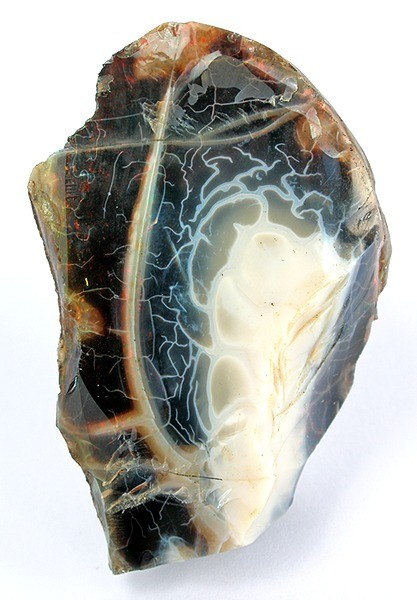
Holzopal

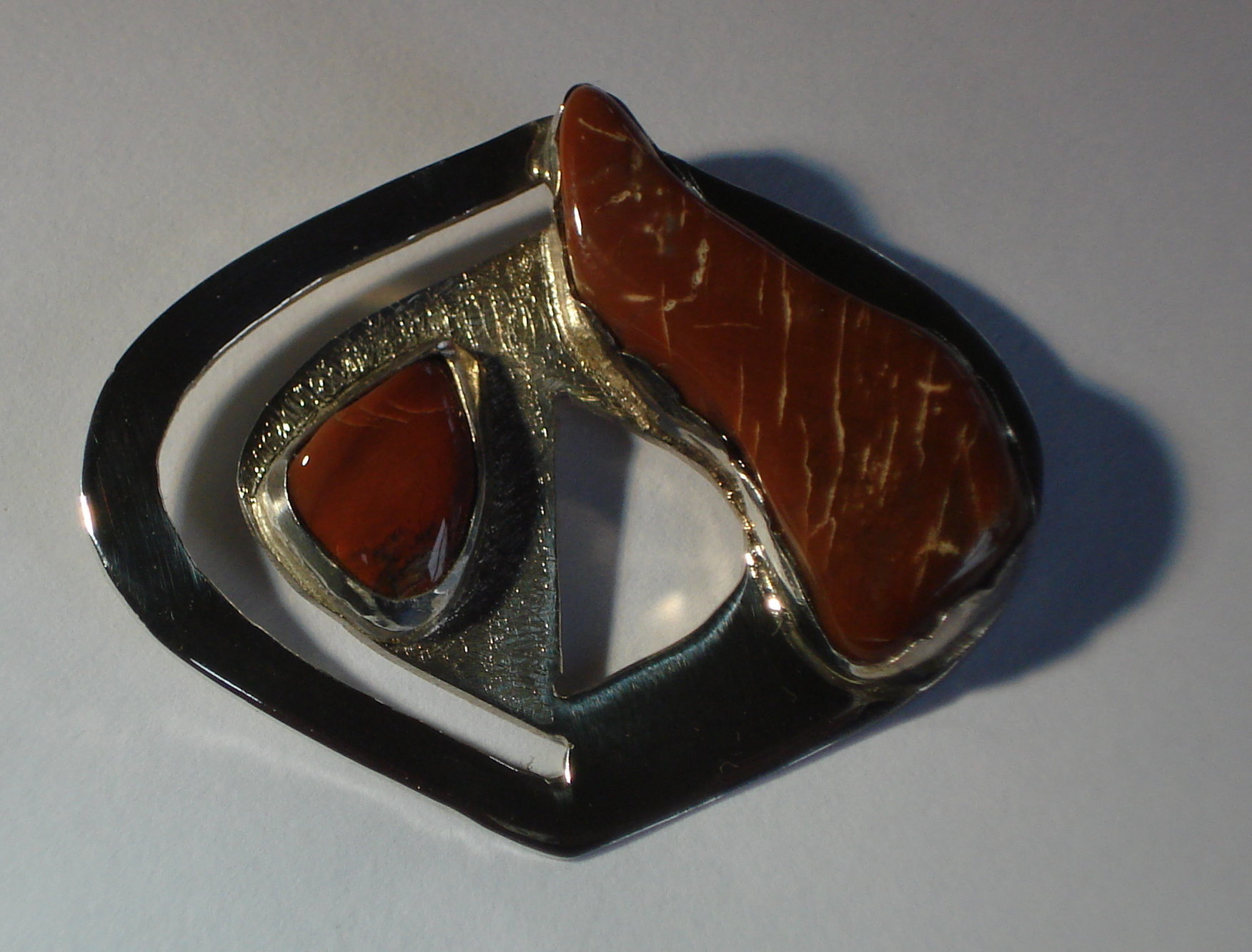
Anhänger aus Silber und versteinertem Holz

Holzstein ist versteinertes Holz (exakter: Kieselholz), das Produkt eines Fossilisationsprozesses. Das Wort „Holzstein“ ist veraltet, historische Texte hierzu sind aber aufschlussreich.
In Kieselhölzern sind Holzstrukturen oft spektakulär gut erhalten. Neben dem SiO2 kommen in der Natur gelegentlich auch andere Holzversteinerungssubstanzen vor, spielen aber mengenmäßig eine weit untergeordnete Rolle und führen zu keiner vergleichbar perfekten Erhaltung organischer Strukturen.
Kieselholz besteht meist aus Chalcedon, seltener aus Opal (Holzopal). Zur Frage der Entstehung von Kieselhölzern siehe: Versteinerter Wald.
Kieselhölzer können sehr unterschiedliche Farben aufweisen, von einem unscheinbaren gelblichgrau bis zu schwarz. Durch den Einschluss verschiedener Substanzen (z. B. Eisenverbindungen) während der Versteinerungsphase sind Kieselhölzer (z. B.: Araukarien) mitunter aber auch sehr farbenprächtig.
Ein bekanntes Vorkommen ist der versteinerte Wald zwischen Holbrook und Navajo im Petrified-Forest-Nationalpark mit bis zu 65 m langen und 3 m dicken Araukarien-Stämmen.
Kieselhölzer mit ästhetisch attraktiver Struktur und Färbung werden zu Schmuck und kunstgewerblichen Gegenständen verarbeitet.